# NGC 5947
NGC 5947 في الفهرس العام الجديد، هي مجرة، تقع في كوكبة العواء. اكتشفت في 18 يونيو 1884 بواسطة إدوارد ستيفان.

## روابط خارجية
- NGC 5947 على موقع ويكي سكاي: DSS2, SDSS, GALEX, IRAS, Hydrogen α, X-Ray, Astrophoto, Sky Map, Articles and images